# Kimle
Kimle (deutsch Kimling, kroatisch Kemlja) ist eine ungarische Gemeinde im Kreis Mosonmagyaróvár im Komitat Győr-Moson-Sopron. Zur Gemeinde gehört der östlich gelegene Ortsteil Novákpuszta. Die Gemeinde Kimle entstand 1966 durch den Zusammenschluss der Orte Horvátkimle und Magyarkimle.

## Geografische Lage
Kimle liegt 25 Kilometer nordwestlich des Komitatssitzes Győr und 9 Kilometer südöstlich der Kreisstadt Mosonmagyaróvár zu beiden Seiten des Flusses Mosoni-Duna. Nachbargemeinden sind Máriakálnok, der Ortsteil Arak von Halászi, Darnózseli, Hédervár, Mecsér, Lébény und Károlyháza.

## Geschichte
Im Jahr 1913 gab es in der damaligen Kleingemeinde Horvátkimle 170 Häuser und 991 Einwohner auf einer Fläche von 1626 Katastraljochen und in der damaligen Kleingemeinde Magyarkimle 102 Häuser und 772 Einwohner auf einer Fläche von 3660 Katastraljochen. Beide gehörten zu dieser Zeit zum Bezirk Magyaróvár im Komitat Moson. Durch den Zusammenschluss der Orte Horvátkimle und Magyarkimle entstand 1966 die heutige Gemeinde Kimle.

## Söhne und Töchter der Gemeinde
- Gyula Kadocsa (* 1880 in Magyarkimle; † 1962), Insektenkundler und Hochschullehrer
- Jánosné Stipkovits (* 1943 in Horvátkimle), Sammlerin kroatischen Kulturguts und Gründerin der kroatischen Minderheitenselbstverwaltung
- Imre Ress (* 1947 in Horvátkimle), Historiker und Archivar

## Gemeindepartnerschaften
- Cartigliano, Italien, seit 1994[5]
- Gabčíkovo, Slowakei, seit 2022[6]

## Sehenswürdigkeiten
- 1848er-Denkmal
- Béla IV.-Statue
- Nepomuki-Szent-János-Statue
- Römisch-katholische Kirche Szent Mihály, erhielt 1780 die heutige Form, im Ortsteil Horvátkimle
- Römisch-katholische Kapelle Szent Flórián, im Ortsteil Horvátkimle
- Römisch-katholische Kirche Sarlós Boldogasszony, im Ortsteil Magyarkimle
- Römisch-katholische Kirche Boldog Apor Vilmos, erbaut nach Plänen von Péter Maráz, im Ortsteil Novákpuszta
- Schloss Andrássy (Andrássy-kastély), im Ortsteil Novákpuszta
- Szentháromság-Säule
- Trianon-Denkmal

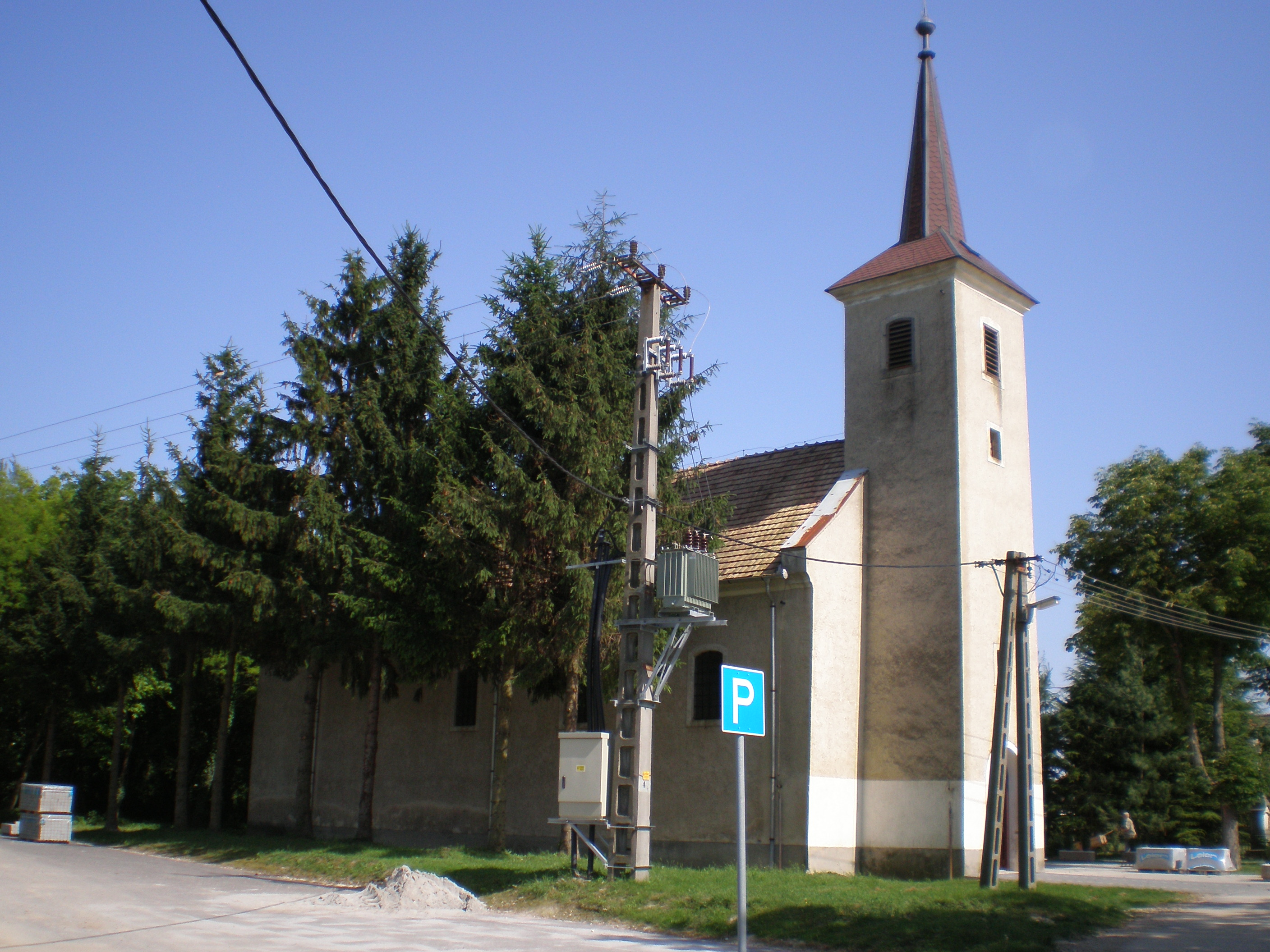
Römisch-katholische Kirche Szent Mihály
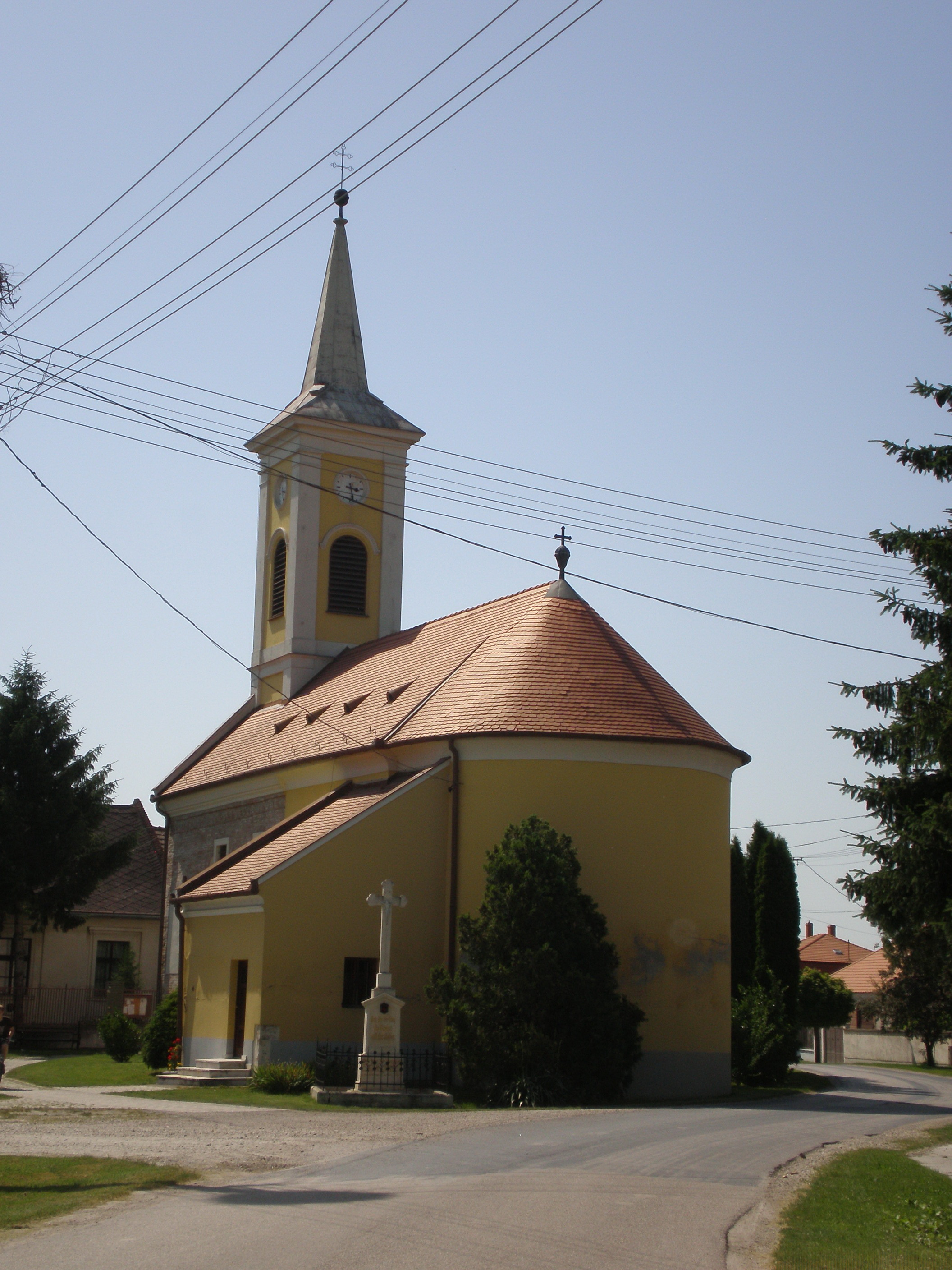
Römisch-katholische Kirche Sarlós Boldogasszony
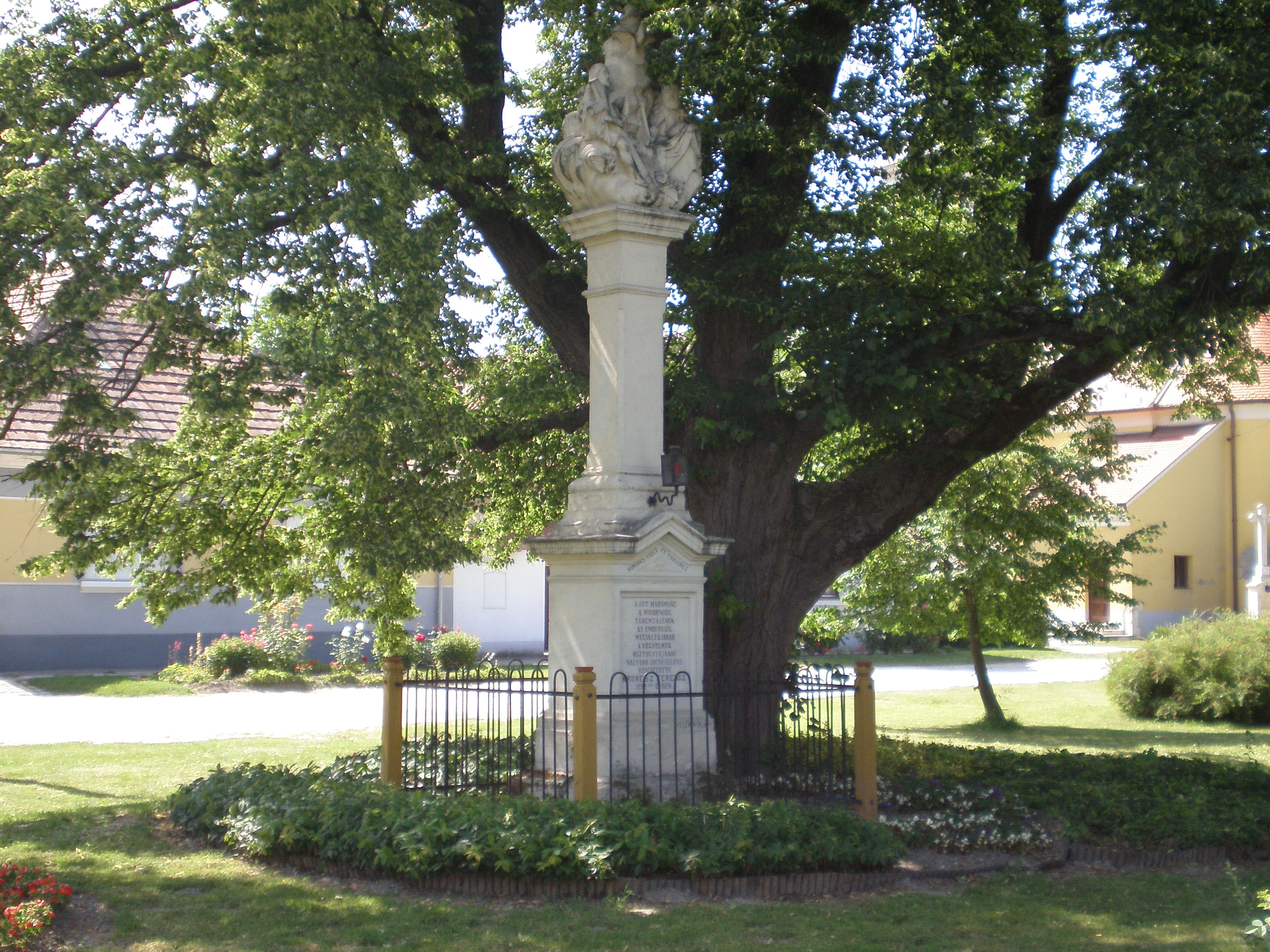
Szentháromság-Statue
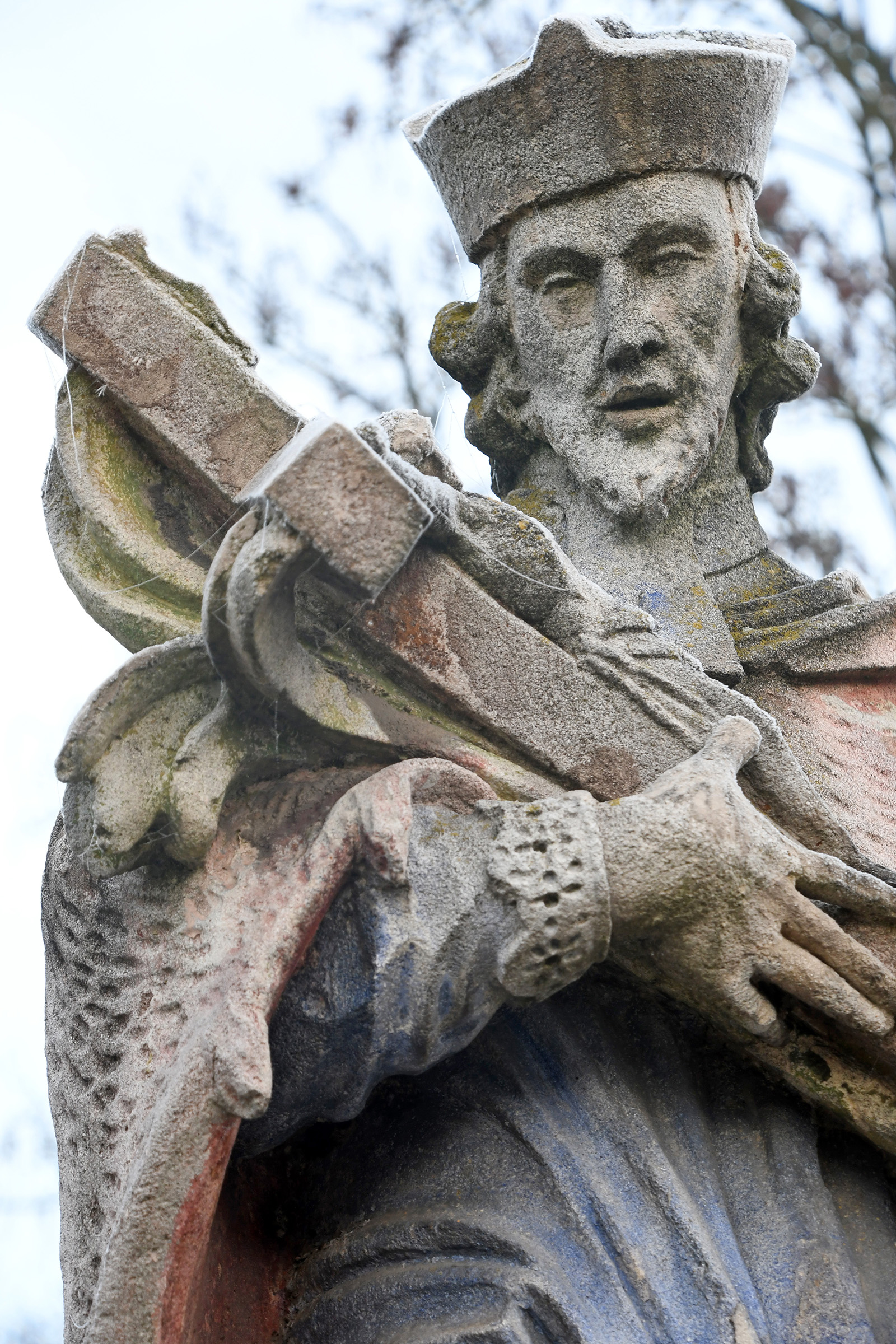
Nepomuki-Szent-János-Statue
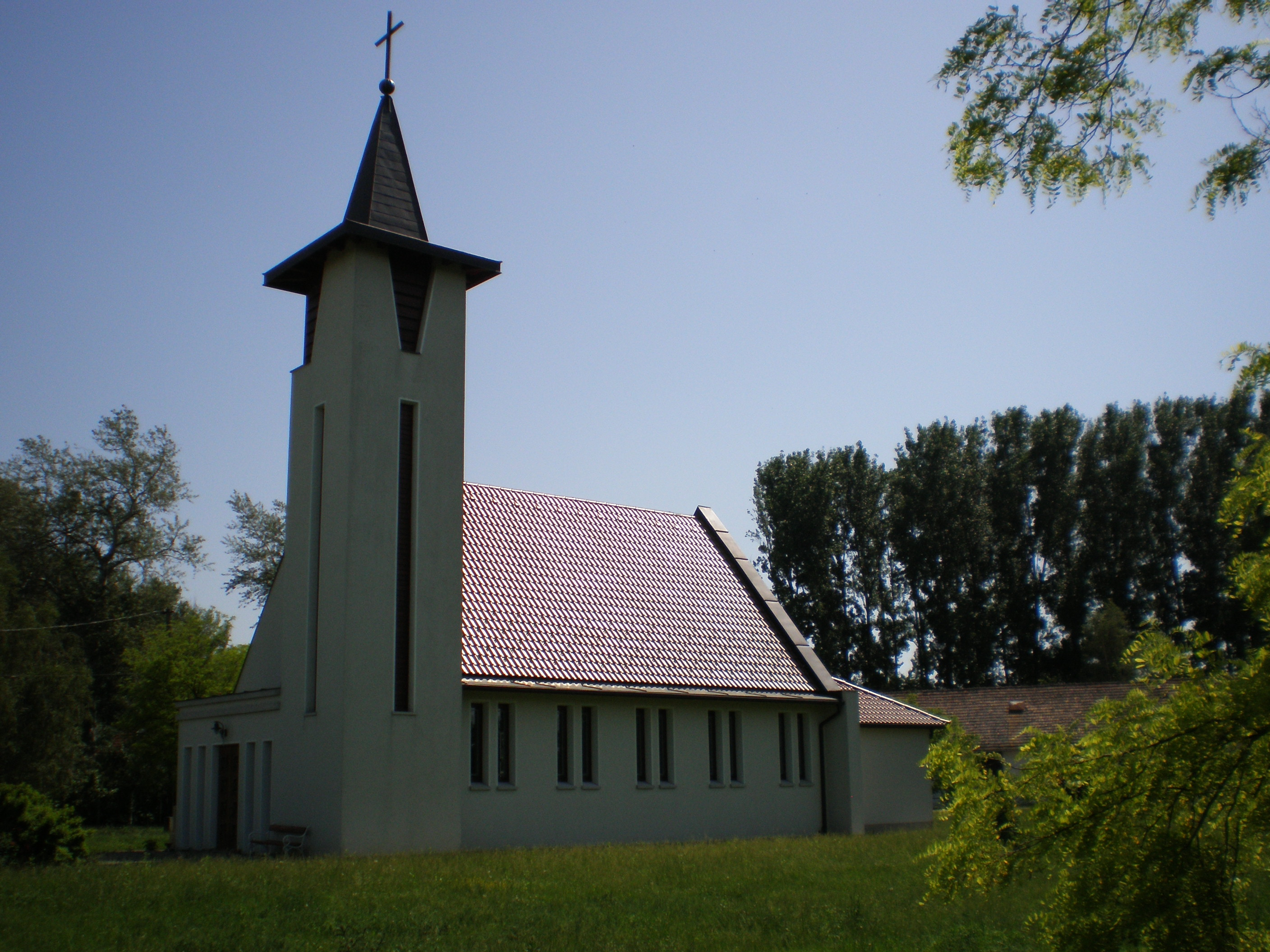
Römisch-katholische Kirche Boldog Apor Vilmos
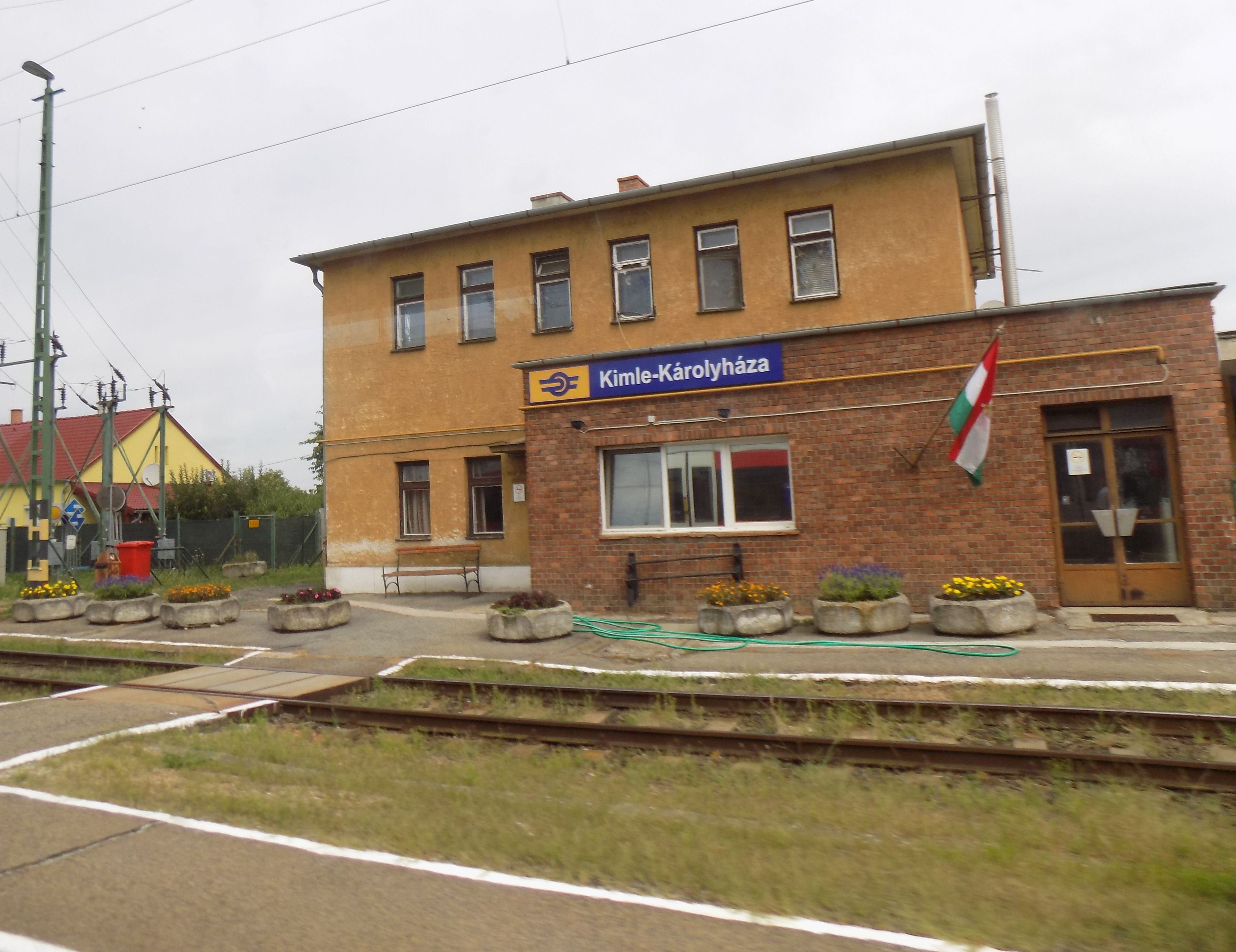
Bahnhof Kimle-Károlyháza

## Verkehr
Durch Kimle verläuft die Landstraße Nr. 1403, südlich des Ortes die Hauptstraße Nr. 1. Es bestehen Busverbindungen in den Ortsteil Novákpuszta, nach Károlyháza sowie nach Mosonmagyaróvár. Der nächstgelegene Bahnhof befindet sich in Károlyháza.